# Bisdom Tunduru-Masasi
Het bisdom Tunduru-Masasi (Latijn: Dioecesis Tunduruensis-Masasiensis) is een rooms-katholiek bisdom met als zetel Tunduru in het zuiden van Tanzania. Het is een suffragaan bisdom van het aartsbisdom Songea dat in 1986 werd opgericht. Hoofdkerk is de Sint-Franciscus-Xaveriuskathedraal in Tunduru.
De eerste missionarissen op het grondgebied van het huidige bisdom waren Duitse benedictijnen geleid door Maurus Hartmann. Een eerste missiepost werd gevestigd in Lukuledi in 1895.
In 2017 telde het bisdom 19 parochies. Het bisdom heeft een oppervlakte van 22.730 km². Het telde in 2017 1.019.000 inwoners waarvan 10,3% rooms-katholiek was. 

## Bisschoppen
- Polycarp Pengo (1986-1990)
- Magnus Mwalunyungu (1992-2005)
- Castor Paul Msemwa (2005-2017)
- Filbert Felician Mhasi (2018-)

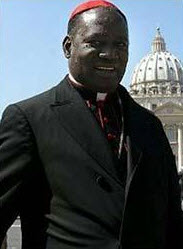
Polycarp Pengo